# Levone
Levone (piemontesisch Alvon) ist eine Gemeinde in der italienischen Metropolitanstadt Turin (TO), Region Piemont.

## Lage und Einwohner
Levone liegt 36 km nördlich von Turin und ist ein Mitglied in der Bergkommune Comunità Montana Alto Canavese. Das Gemeindegebiet umfasst eine Fläche von 5 km² und hat 455 Einwohner (Stand 31. Dezember 2023).
Die Nachbargemeinden sind Forno Canavese, Rivara, Rocca Canavese und Barbania.

## Geschichte

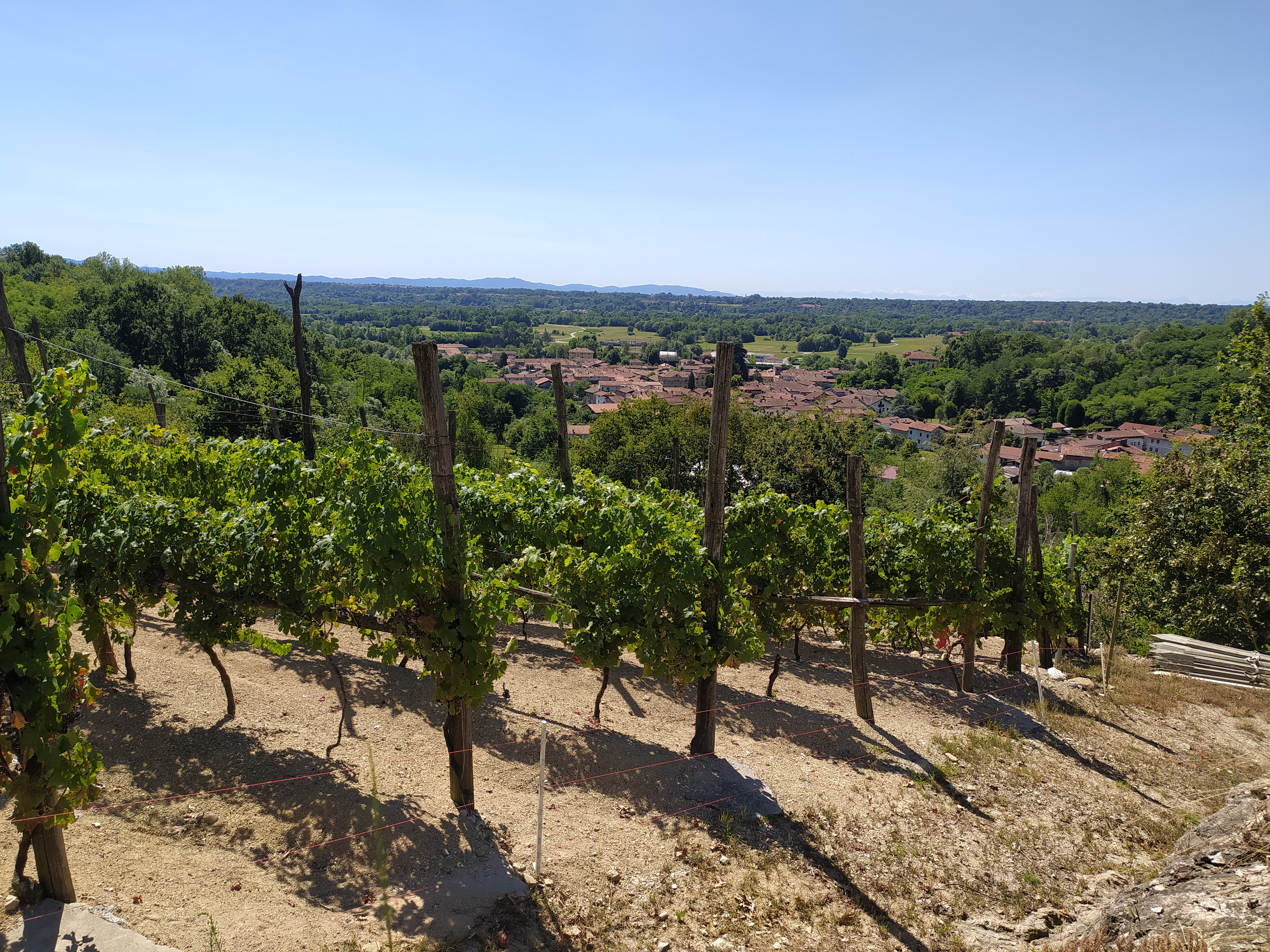
Panorama

In der Nähe der Kapelle San Pietro Apostolo im Weiler Montiglio wurden Grabsteine und Inschriften aus dem 3. bis 4. Jahrhundert gefunden. Das alte Turmtor stammt aus dem 13. Jahrhundert und dient heute als Glockenturm.
Im August 1474 wurden vier Frauen, Antonia, Margarota, Bonaveria und Francesca, wegen Hexerei angeklagt und zwei von ihnen wurden dazu verurteilt, bei lebendigem Leibe in der Nähe der Stadt verbrannt zu werden. Die Prozessdokumente werden im Staatsarchiv von Turin aufbewahrt.